# Даларна (ландскап)
Даларна, старовинна назва — Далекарлія (швед. Landskap Dalarna — Dalecarlia) — історична провінція (ландскап) центральної Швеції, в регіоні Свеаланд. Існує лише як історико-культурне визначення. Територіально входить до складу ленів Даларна, Євлеборг, Ємтланд і Вермланд .

## Географія
Даларна межує на півночі з Гер'єдаленом і Гельсінгландом, на заході з Норвегією, на півдні з Вестманландом і Вермландом, а зі сходу — з Єстрікландом.

## Історія
Становлення провінції відбувалося завдяки розвитку гірничої промисловості.

## Адміністративний поділ
Ландскап Даларна є традиційною провінцією Швеції і не відіграє адміністративної ролі.

### Населені пункти
Більші міста й містечка:
- Авеста
- Бурленге
- Фалун
- Гедемура
- Лудвіка
- Сетер

## Символи ландскапу
- Рослина: дзвоник
- Птах: пугач
- Риба: мересниця
- Гриб: Моховик жовто-бурий

## Галерея

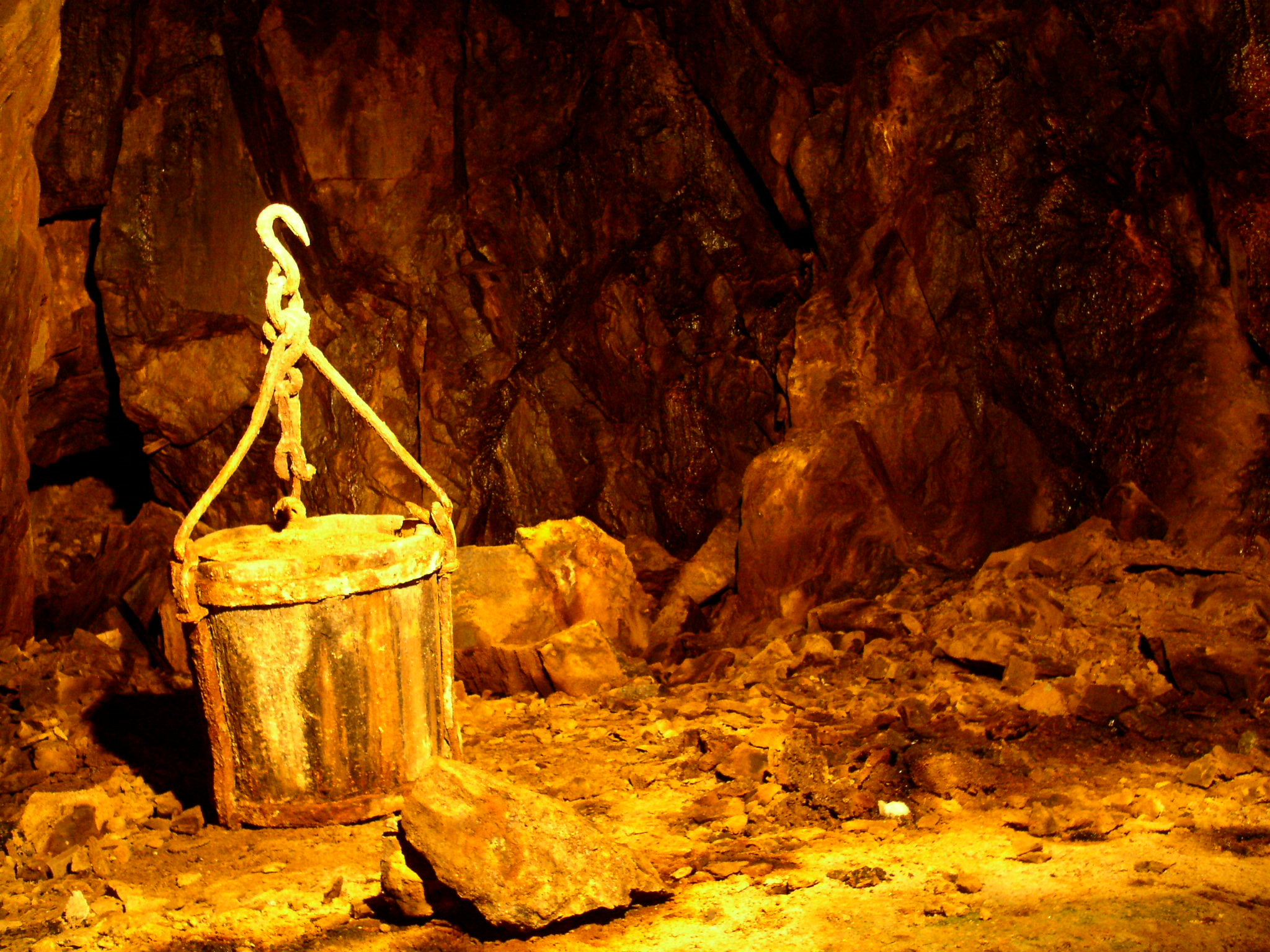
Копальня міді в Фалуні
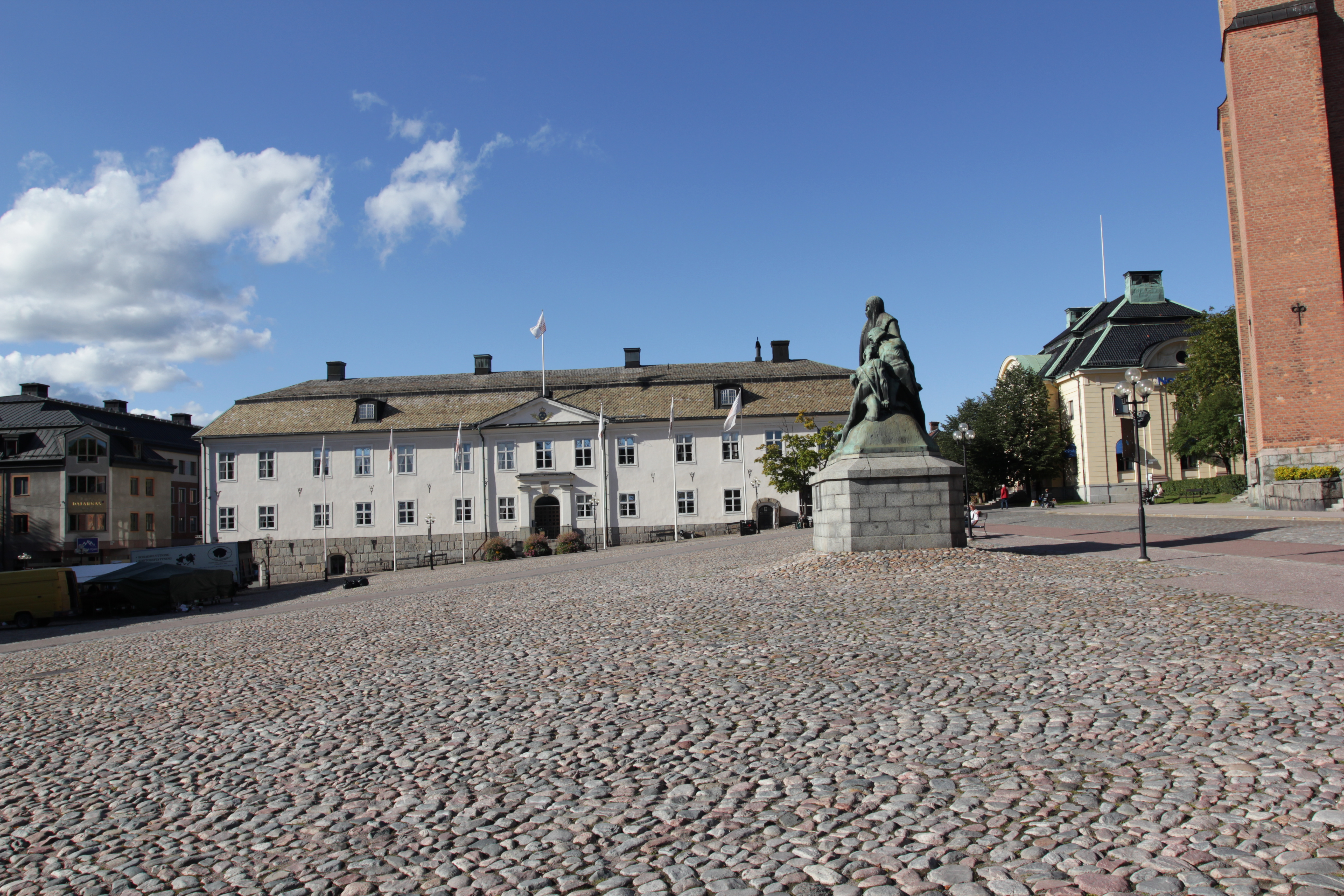
Ратуша в Фалуні
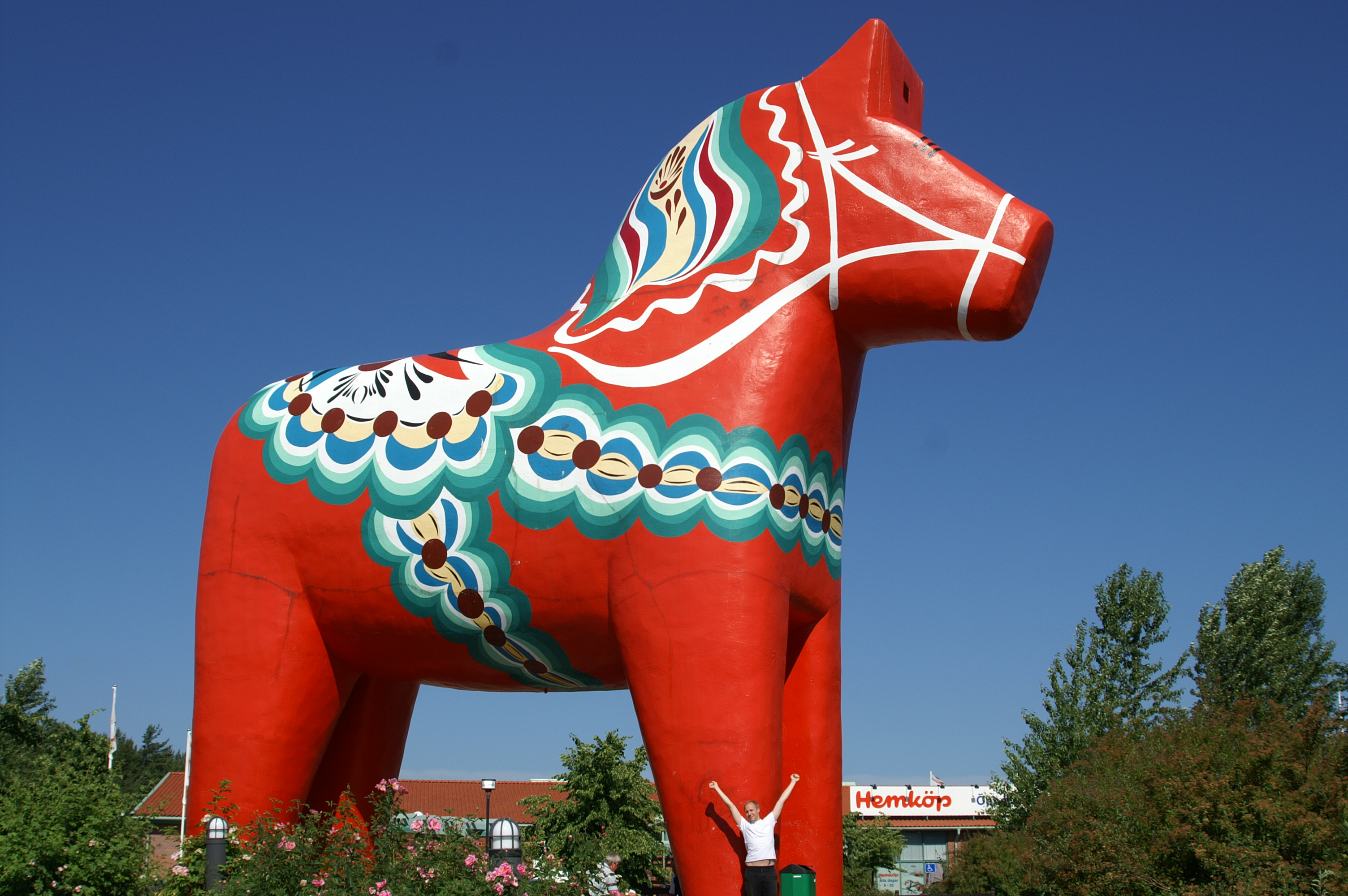
Коник з Даларни (біля Авести)
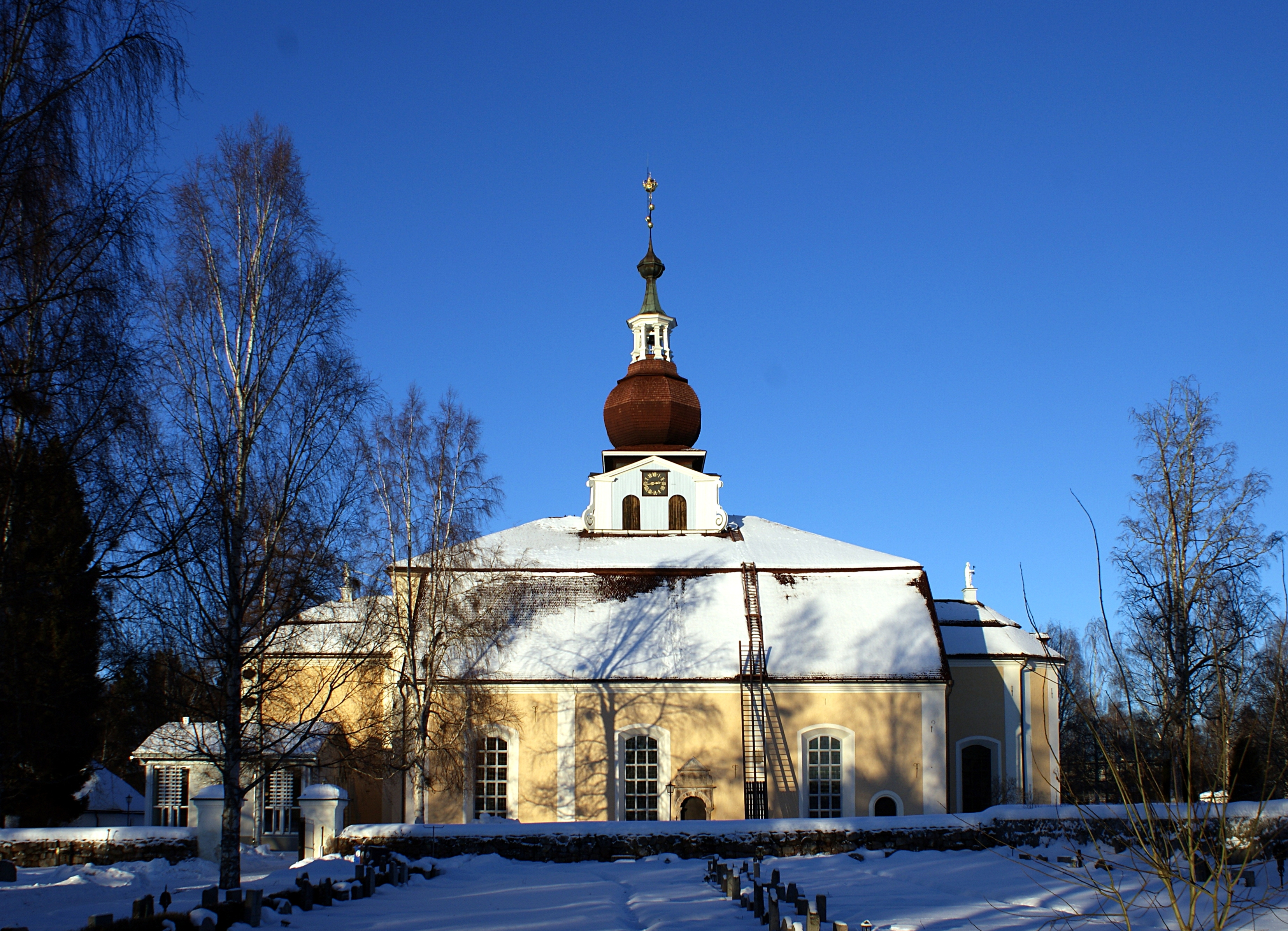
Церква в Лександі
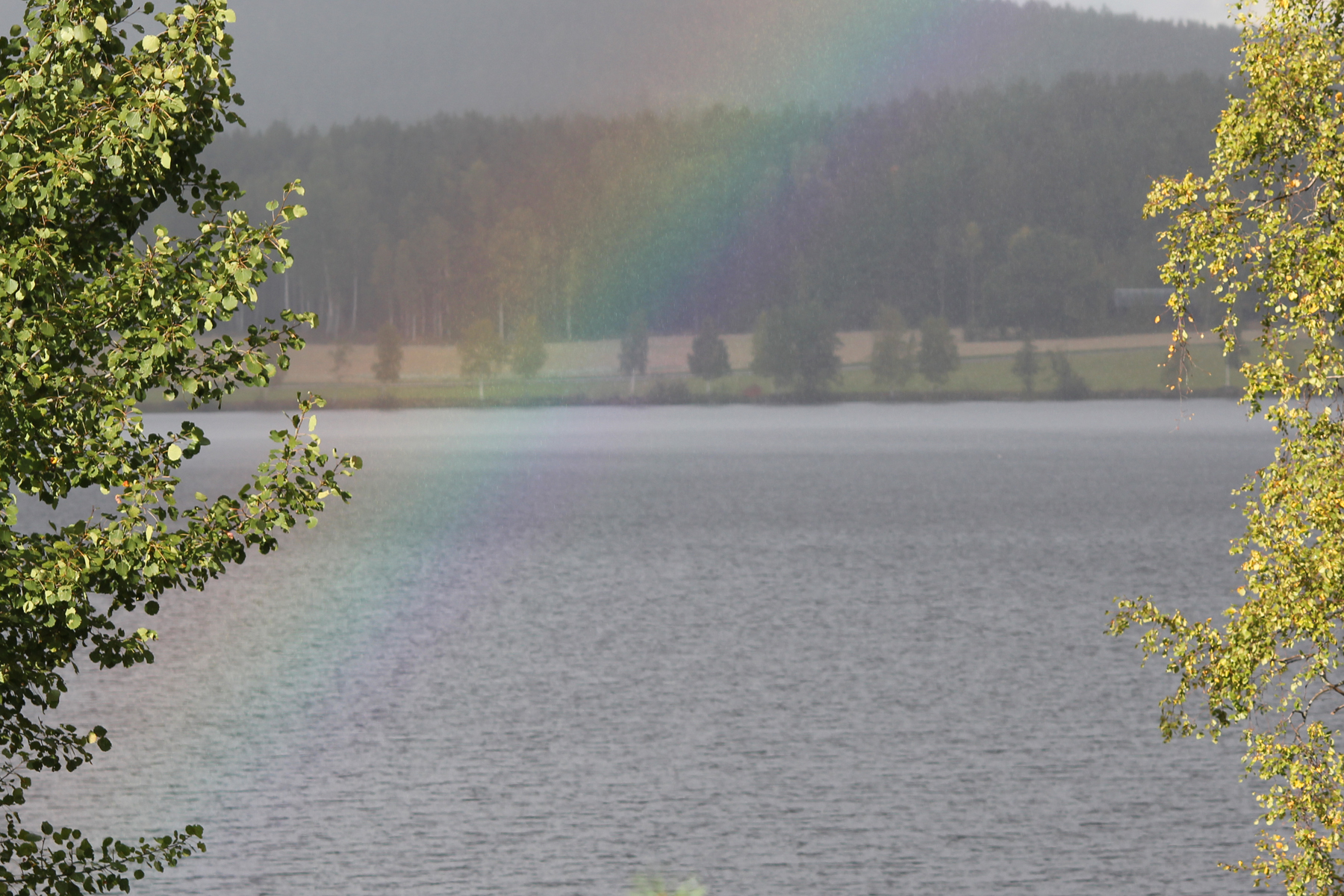
Озеро Гошен